# Inexpressible Island
Inexpressible Island ist eine antarktische Insel im Südpolarmeer.

## Geographie
Inexpressible Island liegt in der Terra Nova Bay, einer großen Bucht des Rossmeeres, unweit der Küste des Victorialands in der östlichen Antarktis. Die Bezeichnung östliche Antarktis bezieht sich auf den Teil der Antarktis, der sich auf der entgegengesetzten Seite der großen antarktischen Halbinsel befindet, vgl. auch Palmerland.
Am 7. Februar 2024 wurde von der Volksrepublik China deren fünfte Antarktis-Station Qinling-Station an der Südspitze der Insel eröffnet.

## Geschichte
Inexpressible Island wurde erstmals am 8. Januar 1912 von sechs englischen Seemännern betreten. Sie waren Teil der Terra-Nova-Expedition unter dem Kommando des Briten Robert Falcon Scott. Die Männer hatten den Auftrag, verschiedene Forschungsaufgaben zu übernehmen und sollten anschließend mit der Terra Nova wieder ins Basislager zurückkehren. Allerdings konnte die Terra Nova wegen schweren Packeises nicht zu ihnen durchdringen, und so mussten die Männer in einer Schneehöhle überwintern. Der heutige Name der Insel stammt von diesen Männern, wobei englisch inexpressible ‚unaussprechlich, unbeschreiblich‘, ein Euphemismus für diverse Schimpfwörter ist, mit der die Männer die Insel wegen ihrer katastrophalen Lebensbedingungen bezeichneten. Im April fand ein erster Rettungsversuch statt, der allerdings scheiterte. Im Frühling, am 30. September, machten sich die Männer auf den 320 Kilometer langen Rückweg, der am 5. November beendet war.
Für eine nähere Beschreibung der Überwinterung der Gruppe im Kontext der Terra-Nova-Expedition siehe hier

## Flora, Fauna und Geologie
Inexpressible Island ist eine sehr steinige Insel, auf der die Steinablagerung an manchen Stellen mehrere Meter hoch ist. Es gibt kaum Orte auf der Insel, an denen eine sichtbare Humusschicht vorkommt. Felsenmoos und andere sehr kleine Pflanzen sind die einzigen Pflanzen, die auf der Insel überleben können. Pinguine und wenige Seeleoparden sind die einzigen Wirbeltiere auf der Insel.